# Nesoenas
Nesoenas Salvadori, 1893 è un genere di uccelli della famiglia Columbidae.

## Tassonomia
Comprende le seguenti specie:
- Nesoenas picturatus  (Temminck, 1813) - tortora del Madagascar
- Nesoenas rodericanus (Milne-Edwards, 1873) -  †
- Nesoenas mayeri (Prévost, 1843) - piccione rosa